# Плутарх (епископ Византийский)
Плута́рх (греч. Πλούταρχος) († 105), епископ Византийский (89 — 105).
Служил епископом Византии в течение шестнадцати лет в качестве преемника Поликарпа I. В 98 году, во время его епископата, прошли гонения на христиан санкционированные императором Траяном. Как и его предшественники был похоронен в соборе Аргируполиса.